# Manuela Lanzarin
Manuela Lanzarin (Bassano del Grappa, 3 giugno 1971) è una politica italiana.

## Biografia
Nata a Bassano del Grappa, ma residente a Rosà, in provincia di Vicenza, alle elezioni europee del 2004 si candida al Parlamento europeo, tra le liste della Lega Nord nella circoscrizione Italia nord-orientale, ma senza essere eletta.
Alle elezioni politiche del 2008 viene candidata alla Camera dei deputati, tra le liste della Lega Nord nella circoscrizione Veneto 1 in nona posizione, venendo eletta deputata. Nella XVI legislatura della Repubblica è stata componente della 8ª Commissione Ambiente, Territorio e Lavori pubblici.
Alle elezioni politiche del 2013 viene candidata al Senato della Repubblica, tra le liste della Lega, ma risultando non eletta.
Alle elezioni regionali in Veneto del 2015 si candida con la lista civica "Lista Zaia Presidente", a sostegno del presidente uscente Luca Zaia, venendo eletta nella circoscrizione di Vicenza con 4.871 preferenze in consiglio regionale del Veneto. In seguito alla vittoria dello stesso Zaia viene nominata assessore con delega ai servizi sociali nella giunta regionale del Veneto.
A partire dal 2019 è anche assessore alla sanità, oltre che ai servizi sociali. Ad agosto 2019 viene nominata presidente dell'Agenas.